# محله چینی‌ها (فیلم ۱۹۷۴)
محلهٔ چینی‌ها (به انگلیسی: Chinatown) فیلمی آمریکایی در ژانر جنایی، مرموز، مهیج و درام به کارگردانی رومن پولانسکی محصول سال ۱۹۷۴ است. از بازیگران این فیلم می‌توان به جک نیکلسون و فی داناوی اشاره کرد. فیلم محله چینی ها نامزد جوایزی از جمله اسکار بهترین بازیگر نقش اول مرد برای جک نیکلسون و اسکار بهترین بازیگر نقش اول زن برای فی داناوی شد.جک نیکلسون برای بازی در این فیلم برنده گلدن گلوب بهترین بازیگر مرد فیلم درام نیز شد.

## خلاصه داستان
جیک گیتِس (جک نیکلسون) کارآگاه خصوصی لس آنجلسی، متخصص در امور افشای خیانت‌های زناشویی توسط زنی که خود را خانوم مالوری معرفی می‌کند استخدام می‌شود تا پرده از راز خیانت شوهر او بردارد. آقای مهندس مالوری سر شرکت آب و برق لس آنجلس که درگیر پروژه‌ای دربارهٔ سدسازی و آبرسانی در زمان قحطی است، توسط گیتس تعقیب می‌شود و چند عکس رسواکننده که نشانگر خیانتش بود، به‌طور اتفاقی در یکی دو روزنامهٔ محلی چاپ می‌شود. اما خیلی زود خانوم مالوری واقعی (فی دوناوی) به این عمل کارآگاه اعتراض کرده و مشخص می‌شود همگی قربانی ماجرای رازآلودی شده‌اند که هدف اصلی آن بی‌آبرو کردن آقای مالوری بوده. جیک گیتس تصمیم می‌گیرد زن مرموزی که او را ابتدای ماجرا استخدام کرده بود پیدا کند اما با کشته شدن آقای مالوری داستان شکل دیگری به خود می‌گیردو جیک متوجه می شود تمام مدت معشوقه آقای مالوری دختر خانم مالوری بوده و خانم مالوری تصمیم دارد او را از شهر خارج کند درحالی که کارگاه گیتس متوجه می شود قتل آقای مالوری توسط ‌پدرخوانده زن آقای مالوری بوده در آخر خانم مالوری به پدر خوانده خود تیر اندازی میکند و با ماشین فرار می کند اما در اثر تیر اندازی پلیس می میمیردوجیک تصمیم می گیرد تا مدت طولانی پرونده ی دیگری را قبول نکند.

## داستان
در دهه ۱۹۳۰ در لس‌آنجلس، زنی که خود را اِولین مالری معرفی می‌کند، کارآگاه خصوصی جِی. جِی. «جیک» گیتس را استخدام می‌کند تا شوهرش هالیس، مهندس ارشد اداره آب و برق، را زیر نظر بگیرد. جیک تصاویری از هالیس در کنار زنی جوان می‌گیرد که در روزنامه منتشر می‌شود و باعث می‌گردد خیانت او علنی شود. اما پس از آن، جیک با اِولین واقعی روبه‌رو می‌شود که از او شکایت می‌کند. این حادثه باعث می‌شود جیک پی ببرد که زن اول، در واقع یک دغل‌باز بوده که قصد داشته هالیس را بدنام کند.
با پیدا شدن جسد هالیس در مخزنی آب، جیک بار دیگر به تحقیقات می‌پردازد و متوجه می‌شود در حالی که شهر در خشکسالی شدید به سر می‌برد، شب‌ها مقادیر زیادی آب از مخزن تخلیه می‌شود. وقتی جیک به دنبال حقیقت می‌رود، تهدید می‌شود و توسط نیروهای اداره آب مجروح می‌گردد.
در ادامه، جیک درمی‌یابد که هالیس شریک قدیمی نوح کراس، پدر ثروتمند اِولین، بوده است. کراس پیشنهاد می‌کند اگر جیک زن گمشده هالیس را پیدا کند، مزد بیشتری خواهد داد. جیک همچنین با ایدا، زنی که نقش اِولین جعلی را بازی می‌کرد، تماس می‌گیرد، اما او از فاش کردن کسی که او را استخدام کرده امتناع می‌کند و جیک را به جستجو در بخش آگهی‌های ترحیم روزنامه راهنمایی می‌کند.
جیک و اِولین با بررسی اسناد می‌فهمند که بخش بزرگی از زمین‌های اطراف دره شمال غربی اخیراً به نام افراد فوت شده منتقل شده است. آن‌ها به خانه سالمندان محل اقامت این افراد می‌روند و متوجه می‌شوند بسیاری از ساکنان آنجا بدون اطلاع، مالک زمین‌هایی شده‌اند. پس از فرار از دست آدم‌های پشت ماجرا، جیک و اِولین به عمارت او بازمی‌گردند و رابطه‌ای نزدیک‌تر برقرار می‌کنند. جیک سپس اِولین را دنبال می‌کند و می‌بیند که او دختری را که گم شده است، دلداری می‌دهد. اِولین ادعا می‌کند که این دختر خواهرش است.
با مرگ ایدا، افسر اسکوبار به جیک اطلاع می‌دهد که هالیس در ریه‌هایش آب شور دارد و احتمالا غرق نشده، بلکه به قتل رسیده است. جیک به اِولین درباره کاترین، دختری که حالا ادعا می‌کند دختر خودش است، اعتراض می‌کند و پس از فشار و کتک زدن اِولین، حقیقت تلخی را می‌شنود: کاترین هم خواهر و هم فرزند اِولین است و پدر این کودک نوح کراس است که سال‌ها پیش اِولین را مورد سوءاستفاده جنسی قرار داده است.
جیک نقشه فرار اِولین و کاترین به مکزیک را می‌چیند و از کراس می‌خواهد که به خانه مالری بیاید. کراس اعتراف می‌کند که پشت کمبود آب و زمین‌خواری در منطقه است و برای ساختن مخزنی در این اراضی برنامه دارد. او به قتل هالیس اقدام کرد تا رازهایش فاش نشود.
وقتی کراس و یکی از همدستانش جیک را با تهدید اسلحه به چایناتاون می‌برند، پلیس منتظر آن‌هاست. در زد و خوردی، اِولین کشته می‌شود و کراس دخترش کاترین را با خود می‌برد. پلیس جیک را آزاد می‌کند و به او می‌گوید که اینجا چایناتاون است و بهتر است داستان را فراموش کند.